# Surpriza
Surpriza este un film românesc din 2004 regizat de Isabela Petrașincu.